# Bữa ăn trưa

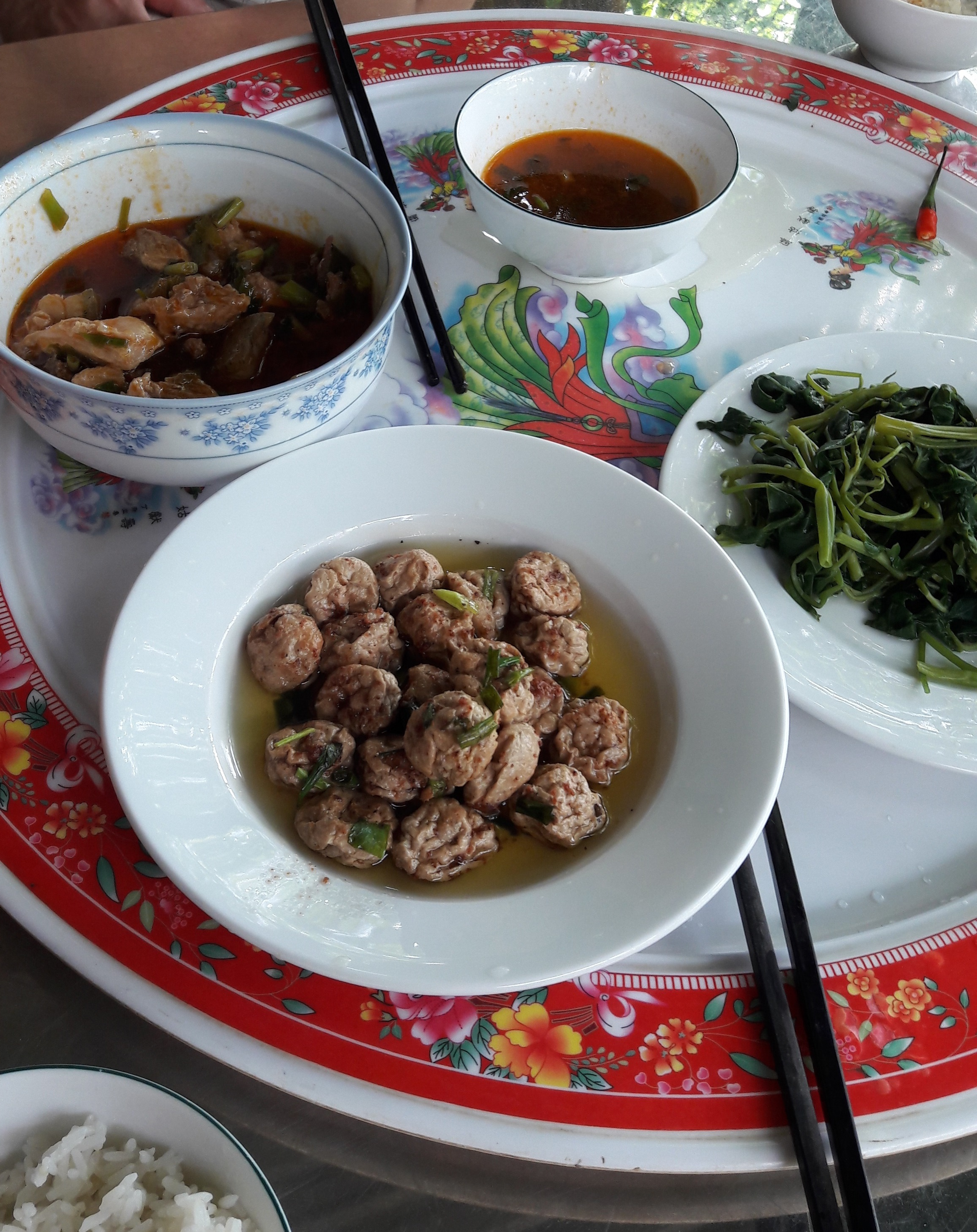
Một bữa cơm trưa ở Việt Nam với các món rau và cá thịt

Bữa ăn trưa, bữa trưa hay cơm trưa  là một bữa ăn vào khoảng giữa ngày. Trong thế kỷ 20, ý nghĩa dần dần thu hẹp thành một bữa ăn nhỏ hoặc vừa được ăn vào buổi trưa. Bữa trưa thường là bữa ăn thứ hai trong ngày, sau bữa sáng. Các bữa ăn khác nhau về kích thước tùy thuộc vào văn hóa, và các biến thể đáng kể tồn tại ở những khu vực khác nhau trên thế giới.

## Phương Tây

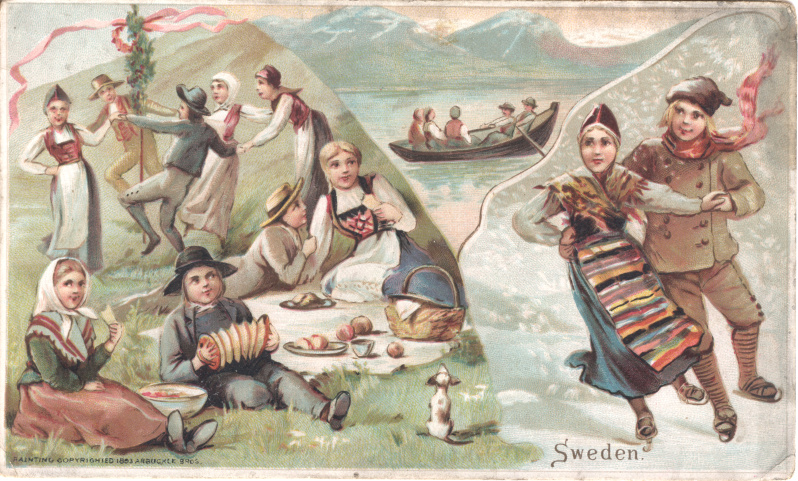
Buổi picnic ngoài trời của Thụy Điển

Từ viết tắt lunch trong tiếng Anh xuất phát từ ở phía Bắc trang trọng hơn là luncheon, bắt nguồn từ chữ Anglo-Saxon  nuncheon  hoặc  nunchin  có nghĩa là 'thức uống buổi trưa'.  Thuật ngữ này đã được sử dụng phổ biến từ năm 1823. Từ điển tiếng Anh Oxford (OED) ghi lại việc sử dụng các từ bắt đầu vào năm 1580 để mô tả một bữa ăn được ăn giữa các bữa ăn quan trọng hơn. Từ này cũng có thể mang nghĩa là một miếng phô mai hoặc bánh mì.
Vào thời Trung cổ ở Đức, có những tài liệu tham khảo về similariar, một sir lunchentach theo từ điển Oxford, một ngụm bia ale vào buổi trưa, với bánh mỳ- một bữa ăn thêm giữa bữa tối và supper, đặc biệt là khoảng thời gian dài lao động vất vả trong quá trình cắt cỏ hoặc thu hoạch sớm.

## Thư viện ảnh

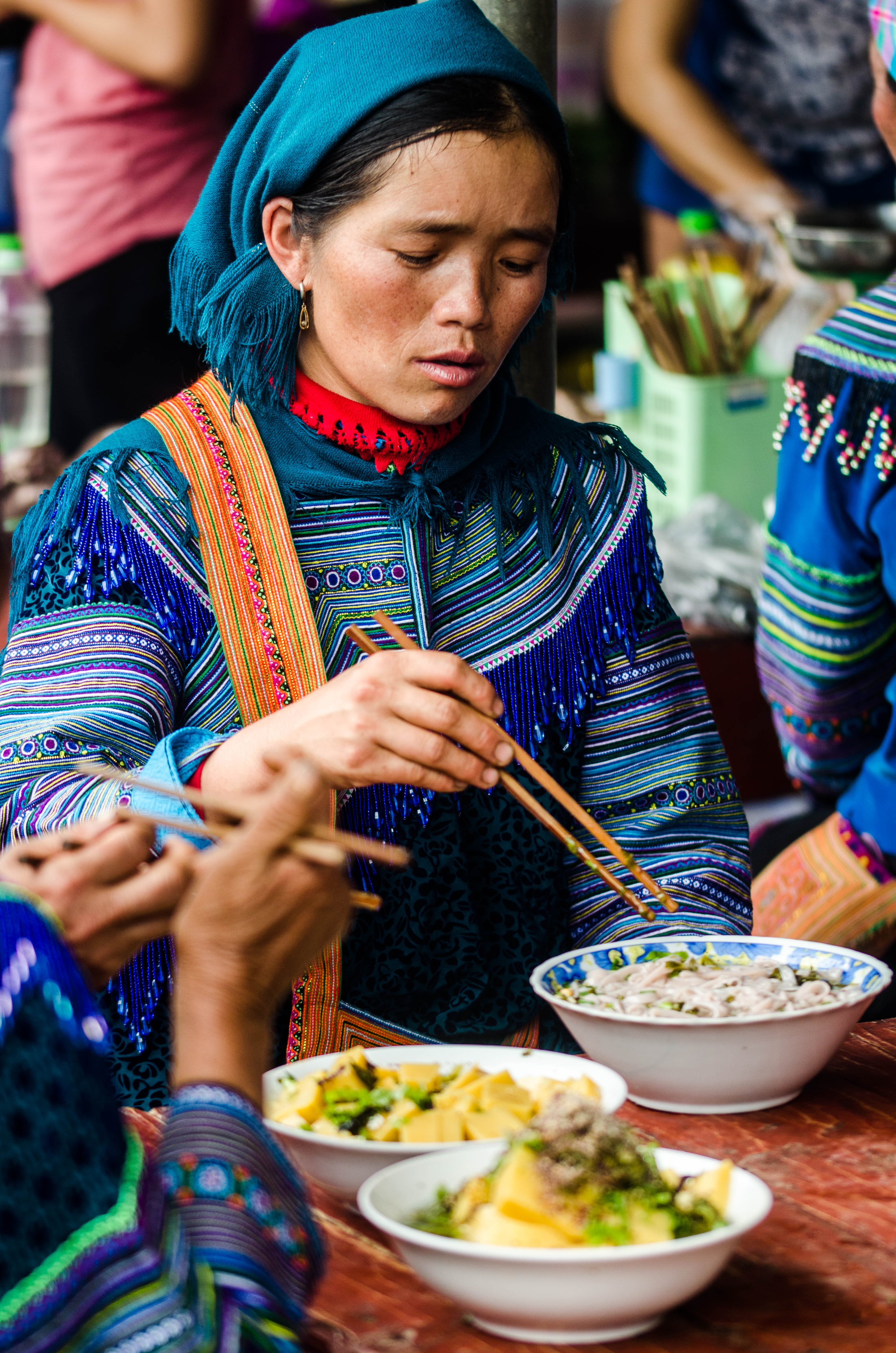
Một phụ nữ người H'Mông đang ăn trưa ở Lào Cai
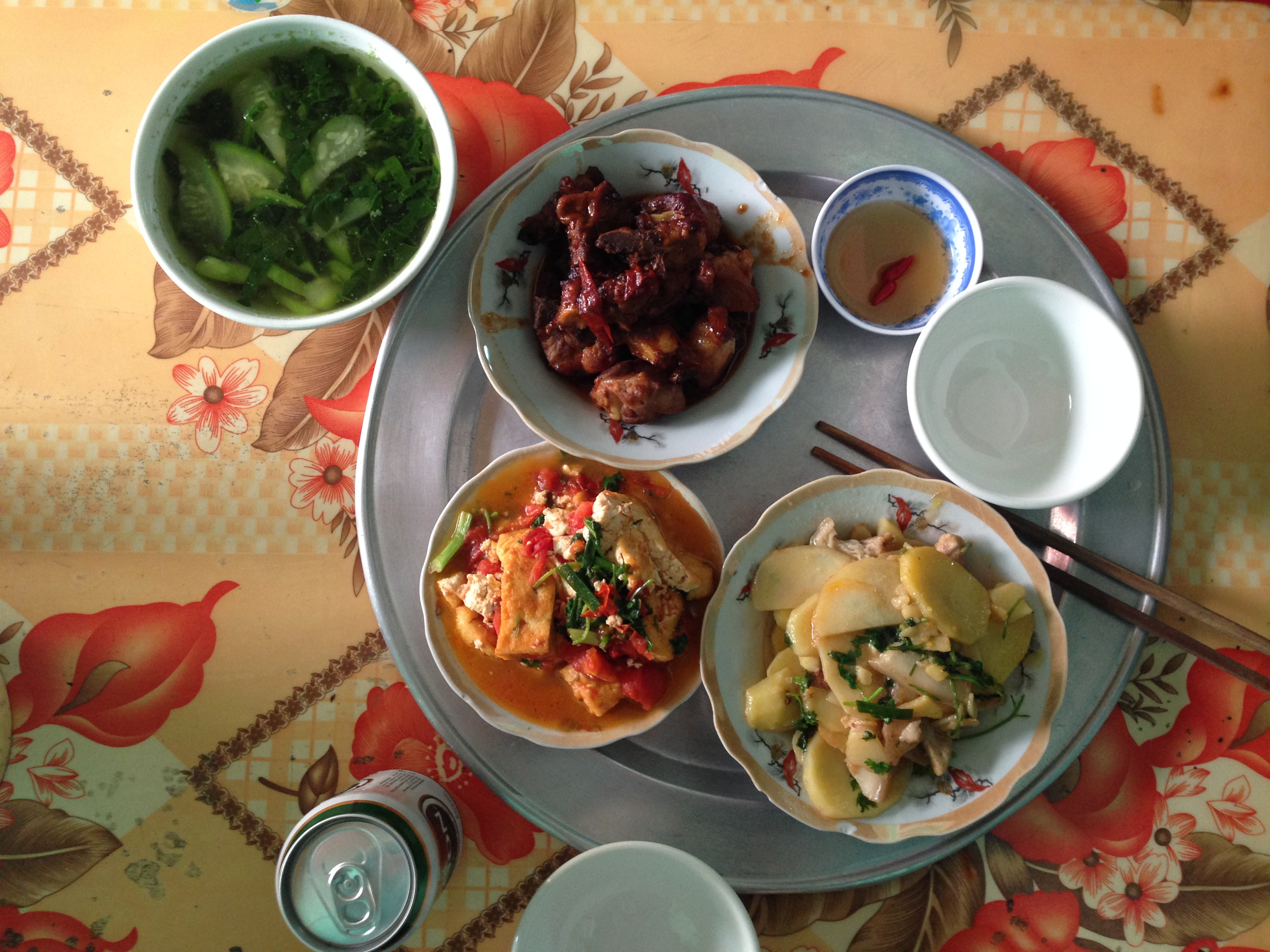
Một mâm cơm trưa ở Việt Nam
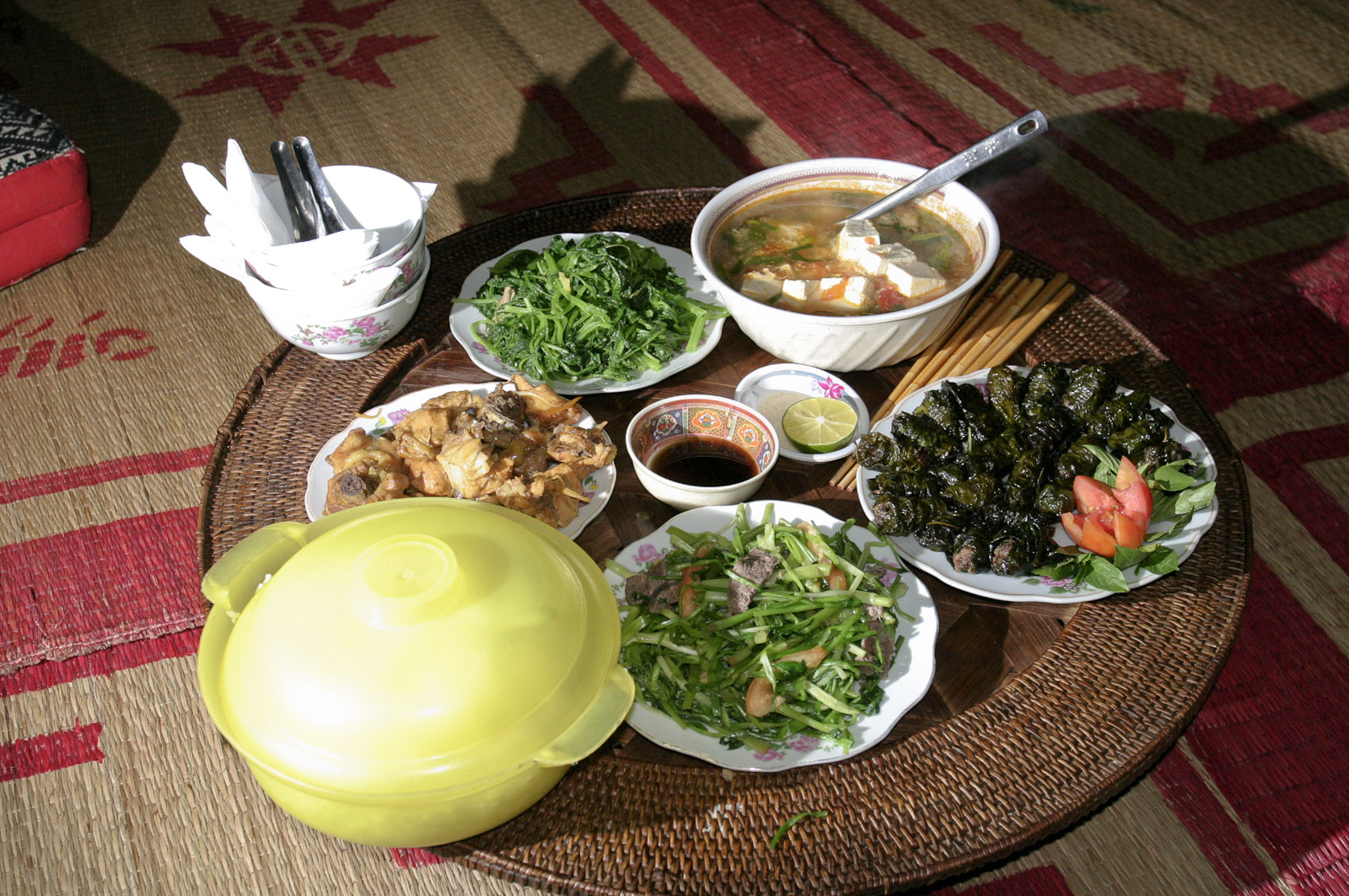
Một bữa cơm trưa ở Việt Nam
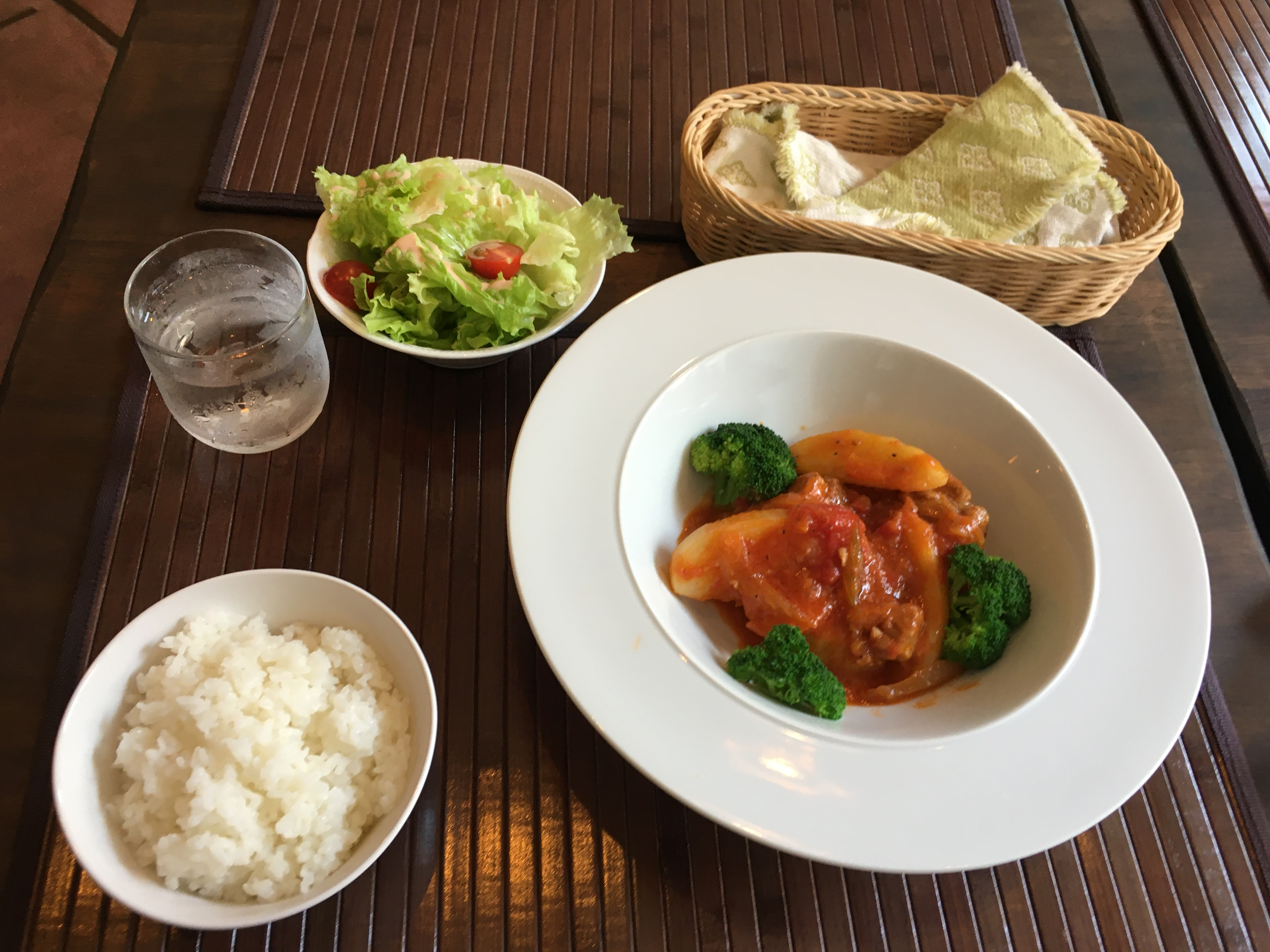
Bữa trưa tại nhà hàng ở Nhật Bản
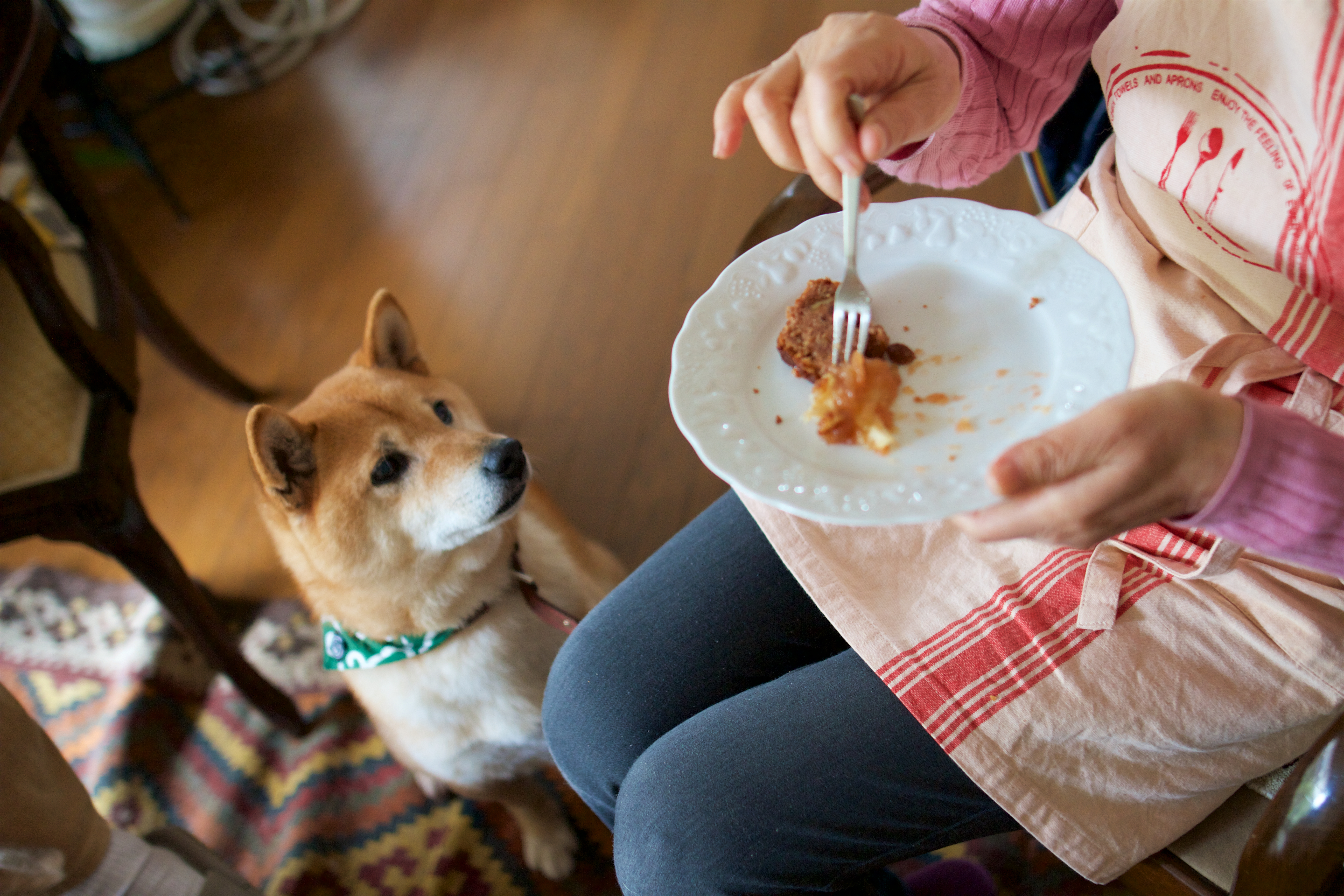
Bữa trưa kiểu hiện đại ở Nhật Bản
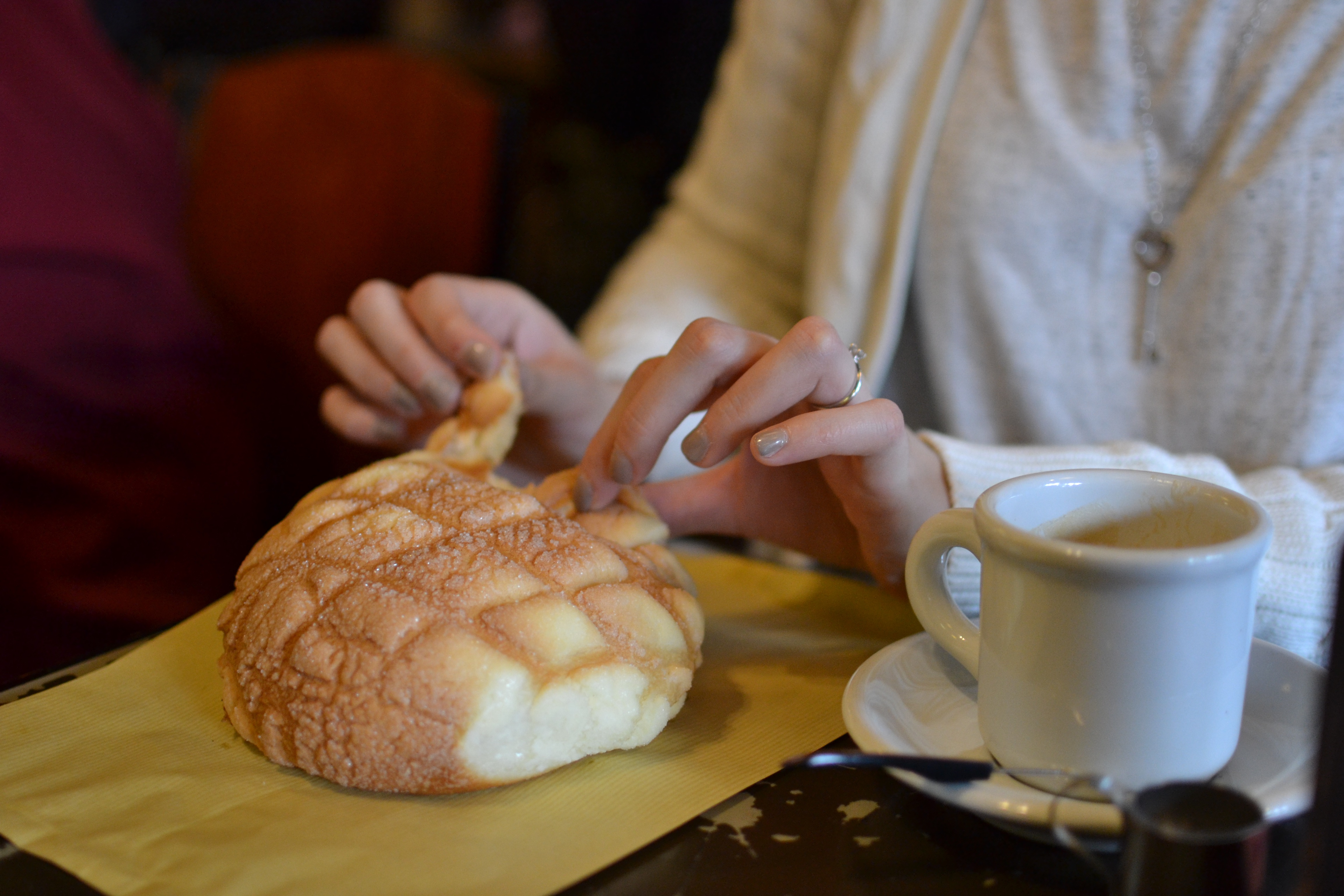
Bữa trưa với Melonpan
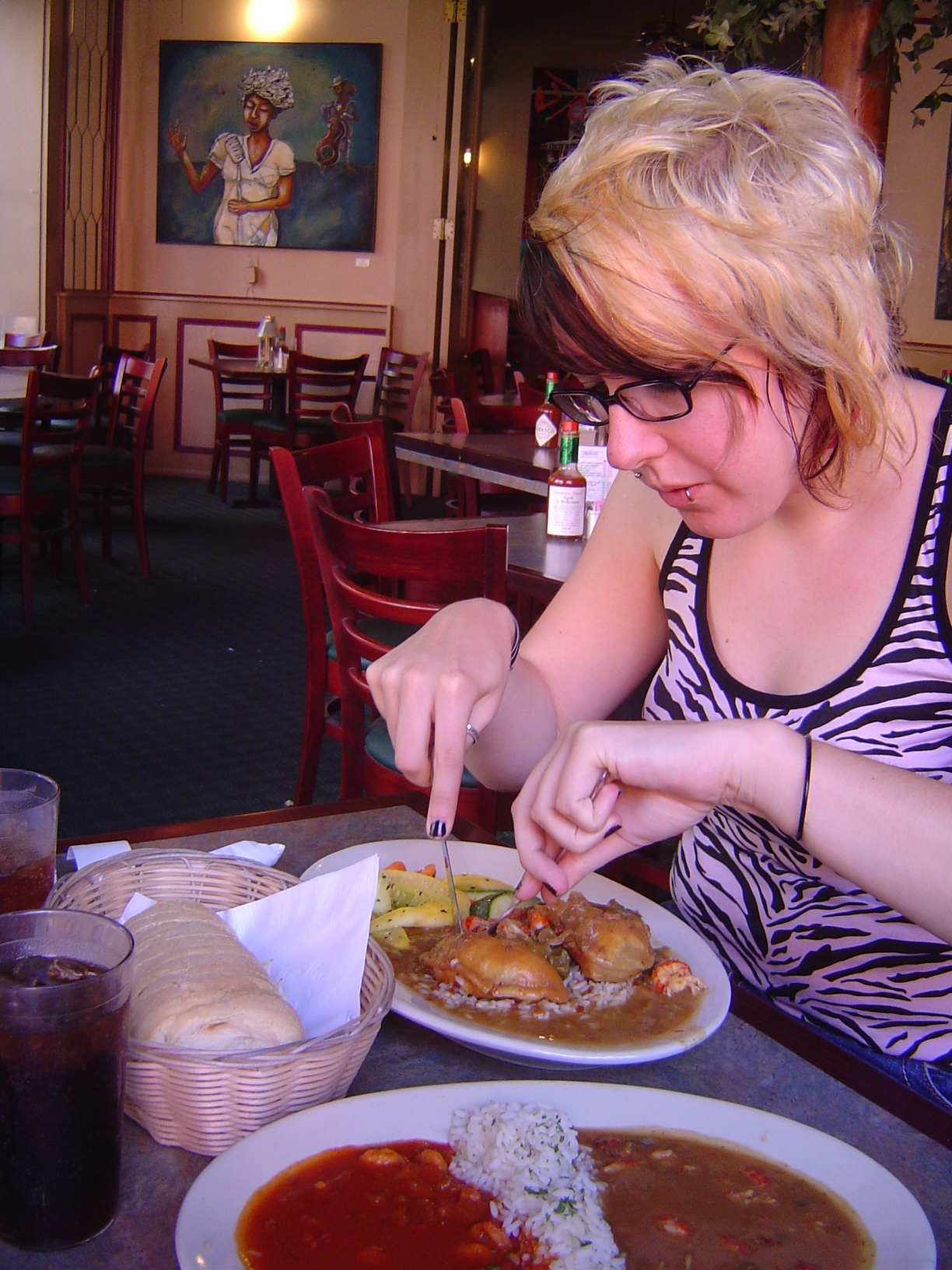
Dùng bữa trưa ở New Orleans
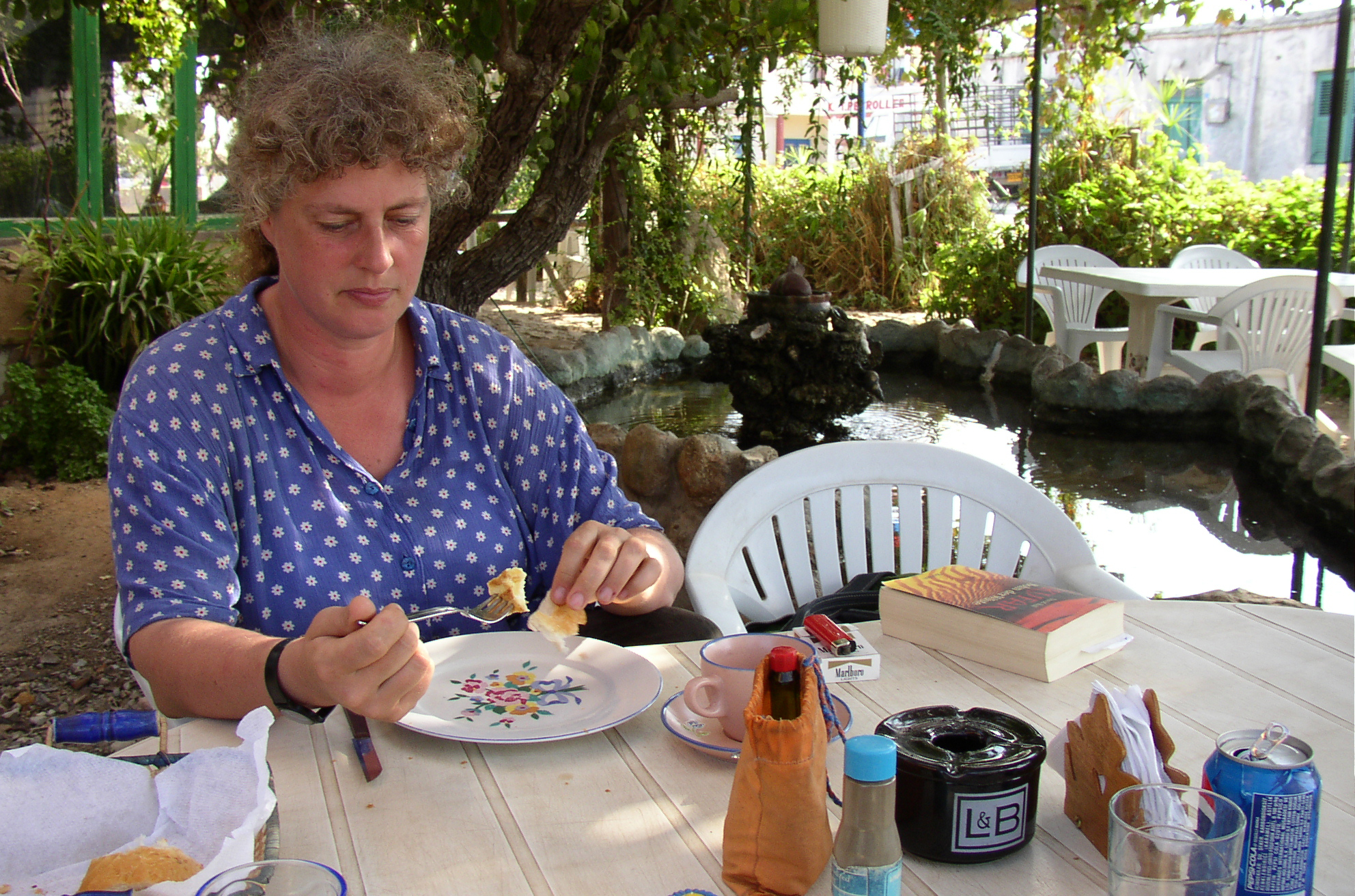
Bữa ăn trưa ở một nhà hàng tại Bắc Síp
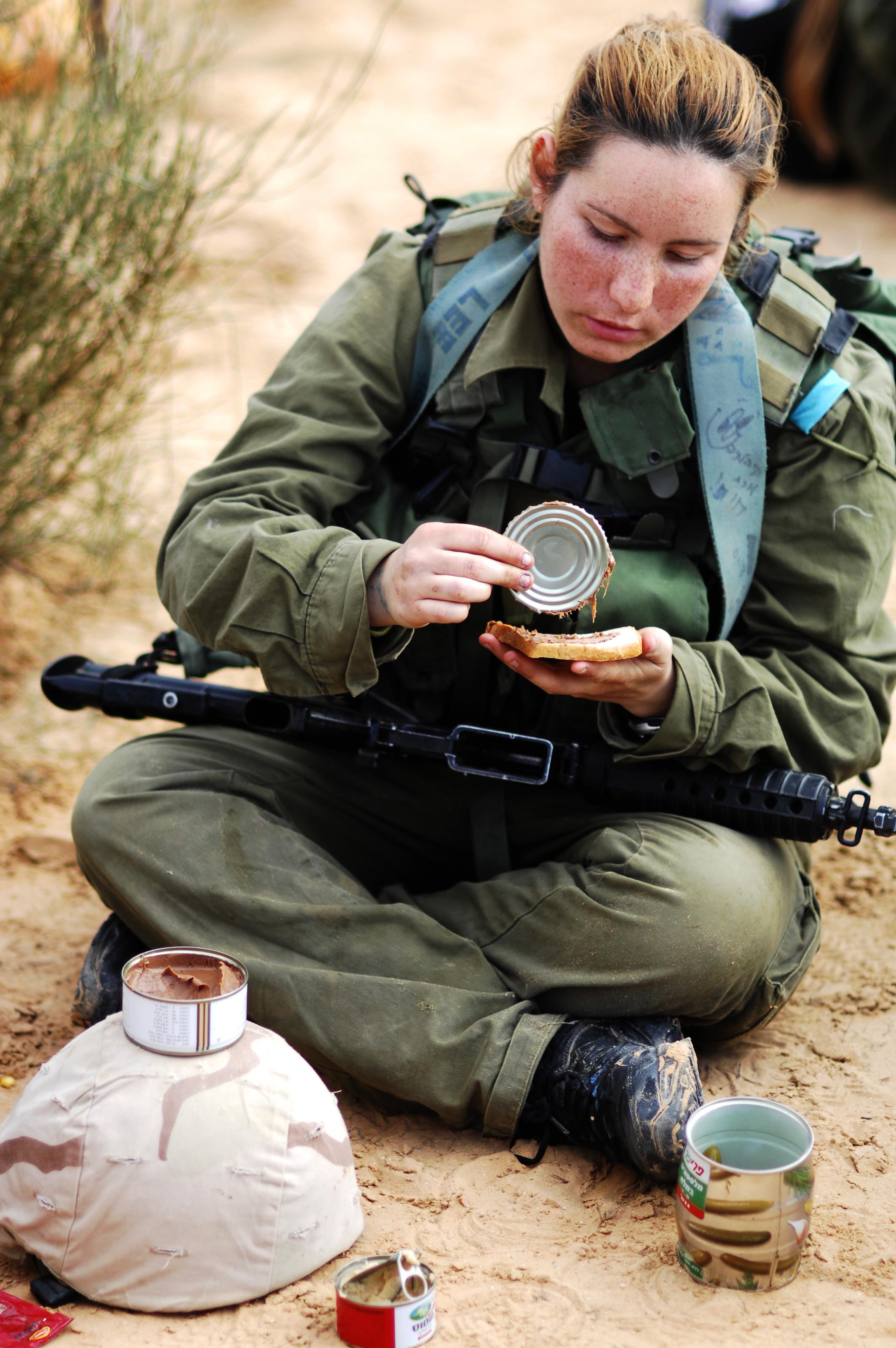
Một bữa ăn trưa dã chiến của nữ quân nhân Do Thái
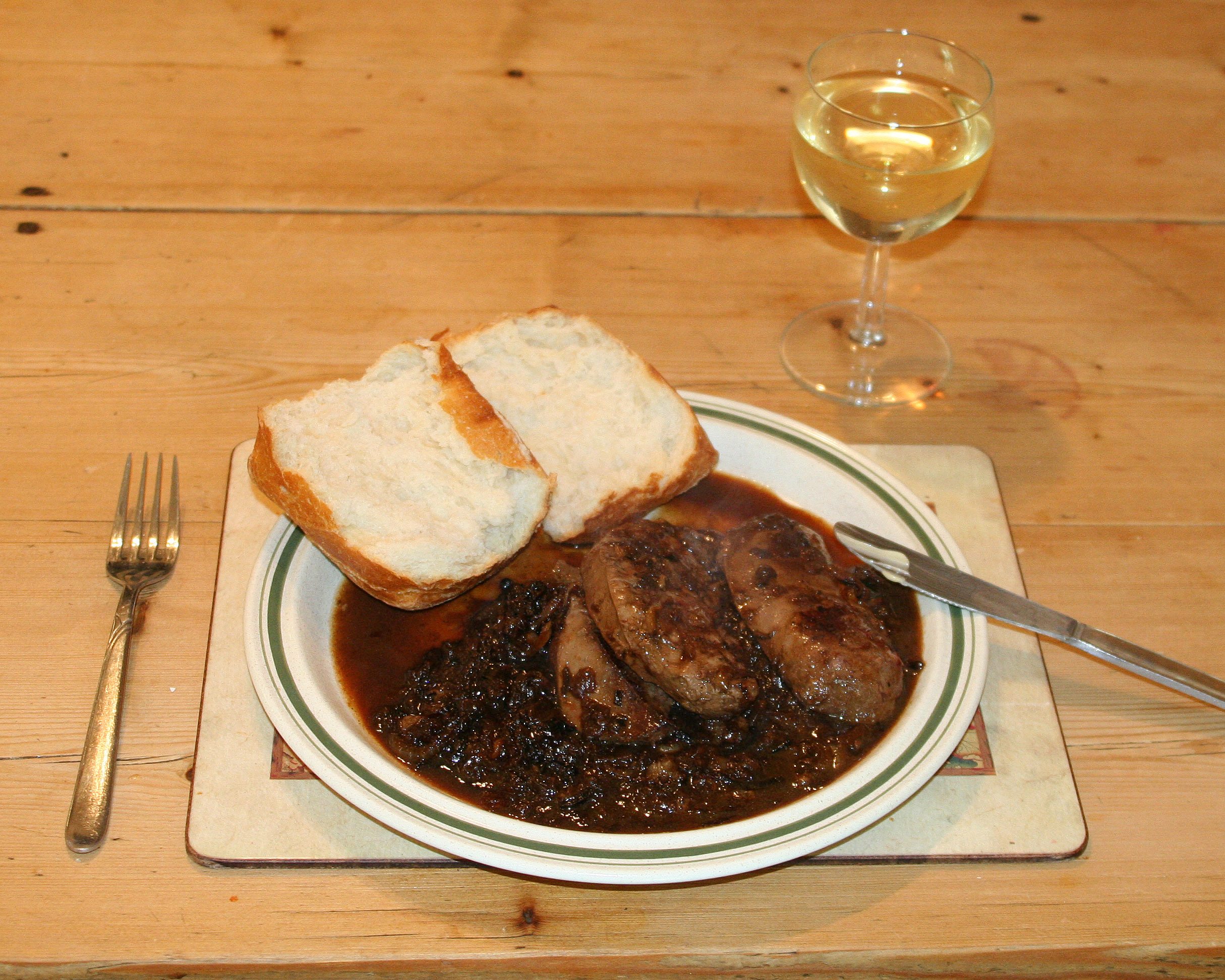
Một bữa ăn trưa kiểu Tây